# Tom Lahaye-Goffart
Tom Lahaye-Goffart (* 4. April 1996 in Lüttich) ist ein ehemaliger belgischer Biathlet. Er nahm an den Olympischen Spielen 2022 teil.

## Karriere
Tom Lahaye-Goffart ist Sohn des ehemaligen belgischen Biathleten Fred Lahaye, der der erste belgische Athlet war, der ein Weltcuprennen bestritt (2000 in Ruhpolding). 2012 begann er mit dem Biathlonsport, nachdem er zuvor aktiv Skilanglauf betrieb. Mit seiner Familie lebt er in den französischen Alpen, in Bessans.
Seine ersten internationalen Titelkämpfe waren die Jugendweltmeisterschaften 2013 in Obertilliach, wo er bei allen drei Rennen zwischen den Plätzen 54 (Verfolgung) und 64 (Einzel) landete. Ein Jahr später erzielte der bei diesen Meisterschaften mit u. a. Platz 16 in der Verfolgung in Presque Isle 2014 deutlich bessere Ergebnisse. Mit Beginn der Saison 2014/15 debütierte Lahaye-Goffart im IBU-Cup in Beitostølen, wo er den Sprint jedoch nicht beendete. Bei den Welttitelkämpfen der Erwachsenen 2015 im finnischen Kontiolahti bestritt er seine ersten Einzelrennen, die für den Gesamtweltcup zählten und wurde nach jeweils zahlreichen Schießfehlern im Einzel 123. und im Sprint 119. In den folgenden Jahren nahm Tom Lahaye-Goffart abwechselnd an IBU-Cup und IBU-Junior-Cup teil. Dazu stehen die Teilnahme an einigen Juniorenweltmeisterschaften in seiner Vita. Bei den Weltmeisterschaften 2016 war Lahaye-Goffart an der Seite von Michael Rösch, Thierry Langer und Thorsten Langer Staffelmitglied der belgischen Staffel, die auf Platz 24 landete. Seitdem Belgien mit Beginn der Saison 2017/18 an den Herrenstaffelrennen regelmäßig teilnahm, war auch er meistens Teil des Teams, in selbigem Winter gelang ihm mit Rösch, Thierry Langer und Florent Claude in Hochfilzen mit Rang 13 auch sein bestes Ergebnis. Sein bestes Weltcupergebnis erzielte Lahaye-Goffart im Dezember 2020, als er in Kontiolahti Platz 67 im Einzel belegte. Ebenfalls über 20 km konnte er zwei Jahre zuvor in Obertilliach dank fehlerfreiem Schießens einen fünften Rang im IBU-Cup erzielen, ohne Schießfehler schloss er in der Saison 2019/20 auch den Sprint in Obertilliach ab und belegte im Endklassement Rang zehn.
Zu den Olympischen Spielen 2022 wurde der Belgier als dritter Mann des Teams nominiert. Nach Ergebnissen auf den hinteren Rängen bei Sprint und Einzel gab Lahaye-Goffart am 14. Februar bekannt, nach dem Staffelwettbewerb seine Karriere im Alter von 25 Jahren zu beenden. Als Grund gab er an, dass die Spiele sein großes Kindheitsziel waren, und er den Entschluss, die Karriere danach zu beenden, schon vorher gefasst hatte. Nach Ende der Laufbahn gehörte der Belgier dem Radsportteam seiner Universität, der UCLovain, an, mittlerweile gehört er zum Expertenteam bei Eurosport Frankreich.

## Statistiken

### Weltcupplatzierungen
Die Tabelle zeigt alle Platzierungen (je nach Austragungsjahr einschließlich Olympische Spiele und Weltmeisterschaften).
- 1.–3. Platz: Anzahl der Podiumsplatzierungen
- Top 10: Anzahl der Platzierungen unter den ersten zehn (einschließlich Podium)
- Punkteränge: Anzahl der Platzierungen innerhalb der Punkteränge (einschließlich Podium und Top 10)
- Starts: Anzahl gelaufener Rennen in der jeweiligen Disziplin
- Staffel: inklusive Mixed- und Single-Mixed-Staffeln

| Platzierung         | Einzel | Sprint | Verfolgung | Massenstart | Staffel | Gesamt |
| ------------------- | ------ | ------ | ---------- | ----------- | ------- | ------ |
| 1. Platz            |        |        |            |             |         |        |
| 2. Platz            |        |        |            |             |         |        |
| 3. Platz            |        |        |            |             |         |        |
| Top 10              |        |        |            |             |         |        |
| Punkteränge         |        |        |            |             | 26      | 26     |
| Starts              | 6      | 14     |            |             | 26      | 46     |
| Stand: Karriereende |        |        |            |             |         |        |

### Olympische Winterspiele
Ergebnisse bei Olympischen Winterspielen:
|                                        | Einzelwettbewerbe | Einzelwettbewerbe | Einzelwettbewerbe | Einzelwettbewerbe | Staffelwettbewerbe | Staffelwettbewerbe |
| Einzel                                 | Sprint            | Verfolgung        | Massenstart       | Herrenstaffel     | Mixedstaffel       |                    |
| -------------------------------------- | ----------------- | ----------------- | ----------------- | ----------------- | ------------------ | ------------------ |
| Olympische Winterspiele 2022 \| Peking | 90.               | 91.               | –                 | –                 | 20.                | –                  |

### Weltmeisterschaften
Ergebnisse bei den Weltmeisterschaften:
| Weltmeisterschaft | Weltmeisterschaft | Einzelwettbewerbe | Einzelwettbewerbe | Einzelwettbewerbe | Einzelwettbewerbe | Staffelwettbewerbe | Staffelwettbewerbe | Staffelwettbewerbe |
| Jahr              | Ort               | Einzel            | Sprint            | Verfolgung        | Massenstart       | Männerstaffel      | Mixedstaffel       | S.-M.-Staffel      |
| ----------------- | ----------------- | ----------------- | ----------------- | ----------------- | ----------------- | ------------------ | ------------------ | ------------------ |
| 2015              | Kontiolahti       | 123.              | 119.              | –                 | –                 | –                  | –                  | nicht ausgetragen  |
| 2016              | Oslo              | –                 | –                 | –                 | –                 | 24.                | –                  | nicht ausgetragen  |
| 2019              | Östersund         | –                 | –                 | –                 | –                 | 23.                | –                  | 28.                |
| 2020              | Antholz           | 93.               | 92.               | –                 | –                 | 19.                | 25.                | –                  |
| 2021              | Pokljuka          | 96.               | 93.               | –                 | –                 | 22.                | –                  | –                  |

### Jugend-/Juniorenweltmeisterschaften
Bis 2014 nahm Lahaye-Goffart an den Jugend-, ab 2016 an den Juniorenwettkämpfen teil.
| Weltmeisterschaften | Weltmeisterschaften | Einzelwettbewerbe | Einzelwettbewerbe | Einzelwettbewerbe | Männerstaffel |
| Jahr                | Ort                 | Einzel            | Sprint            | Verfolgung        | Männerstaffel |
| ------------------- | ------------------- | ----------------- | ----------------- | ----------------- | ------------- |
| 2013                | Obertilliach        | 64.               | 55.               | 54.               | –             |
| 2014                | Presque Isle        | 47.               | 24.               | 16.               | –             |
| 2016                | Cheile Grădiștei    | 45.               | 70.               | –                 | –             |
| 2017                | Osrblie             | 33.               | 35.               | 52.               | –             |